# Výtah do života (Dr. House)
Výtah do života (v anglickém originále Safe) je šestnáctá epizoda z druhé řady seriálu Dr. House.

## Děj
Hlavní hrdinkou této epizody je Melinda, teenagerka, která si před rokem půjčila auto. Během jízdy však měla autonehodu a volant jí rozdrtil hrudník. Od té doby má transplantované srdce a tak musí dodržovat přísné zásady hygieny. Když ji přijde domů navštívit její přítel Dan, i přes to, že se důkladně sterilizoval, upadne Melinda krátce po Danově příchodu do anafylaktického šoku.
House zaujme, že dívka i ve sterilizovaném prostředí dostane alergickou reakci a proto již od začátku podezírá Dana, že je zdrojem alergie. Nakonec se ukáže, že když za ní jednou večer tajně vlezl oknem, musel projít přes zahradu, kde se na něj přichytlo klíště. A to pak následně atakovalo Melindu.

## Zajímavosti
V této epizodě vyvrcholí rošťárny mezi Wilsonem a Housem. Ti dva se jako vždy navzájem provokují- tedy House dělá naschvály a Wilson je chabě oplácí. V této epizodě ovšem předčí veškerá očekávání diváka a nařízne Housovi hůl. Pak jen počká, až House na nemocniční chodbě pod tíhou svého těla hůl zlomí úplně a upadne na zem.

## Chyby
Chase má při intubaci Melindy v některých záběrech na rukou dvě rukavice a v některých jenom jednu.